# Bois de Sioux River
Der Bois de Sioux River ist ein Fluss, der den Lake Traverse entwässert, das am südlichsten gelegene Gewässer des Einzugsgebietes der Hudson Bay. 
Er ist ein Zufluss des Red River of the North und bildet einen Teil der Grenze zwischen den US-Bundesstaaten Minnesota sowie North Dakota und South Dakota. Der Fluss hat eine Länge von etwa 48 Kilometern.

## Lauf
Der Fluss fließt beginnend an einem Staudamm des United States Army Corps of Engineers am nördlichen Ende des Lake Traverse (⊙) nordwärts und durchfließt dann den Mud Lake. Unterhalb dieses Sees ist der Fluss kanalisiert und begradigt, sodass sein Lauf von der historischen Grenze der Bundesstaaten Minnesota und South Dakota abweicht. Er fließt an White Rock vorbei, bevor er zusammen mit dem Otter Tail River bei Wahpeton, ND und Breckenridge, MN den Red River of the North bildet (⊙).

## Zuflüsse
Die beiden größten Zuflüsse zum Bois de Sioux sind der Mustinka River, der in den Lake Traverse mündet und der Rabbit River, südlich von Breckenridge; beide Zuflüsse haben ihren Ursprung in Minnesota.